# 흐루니체프

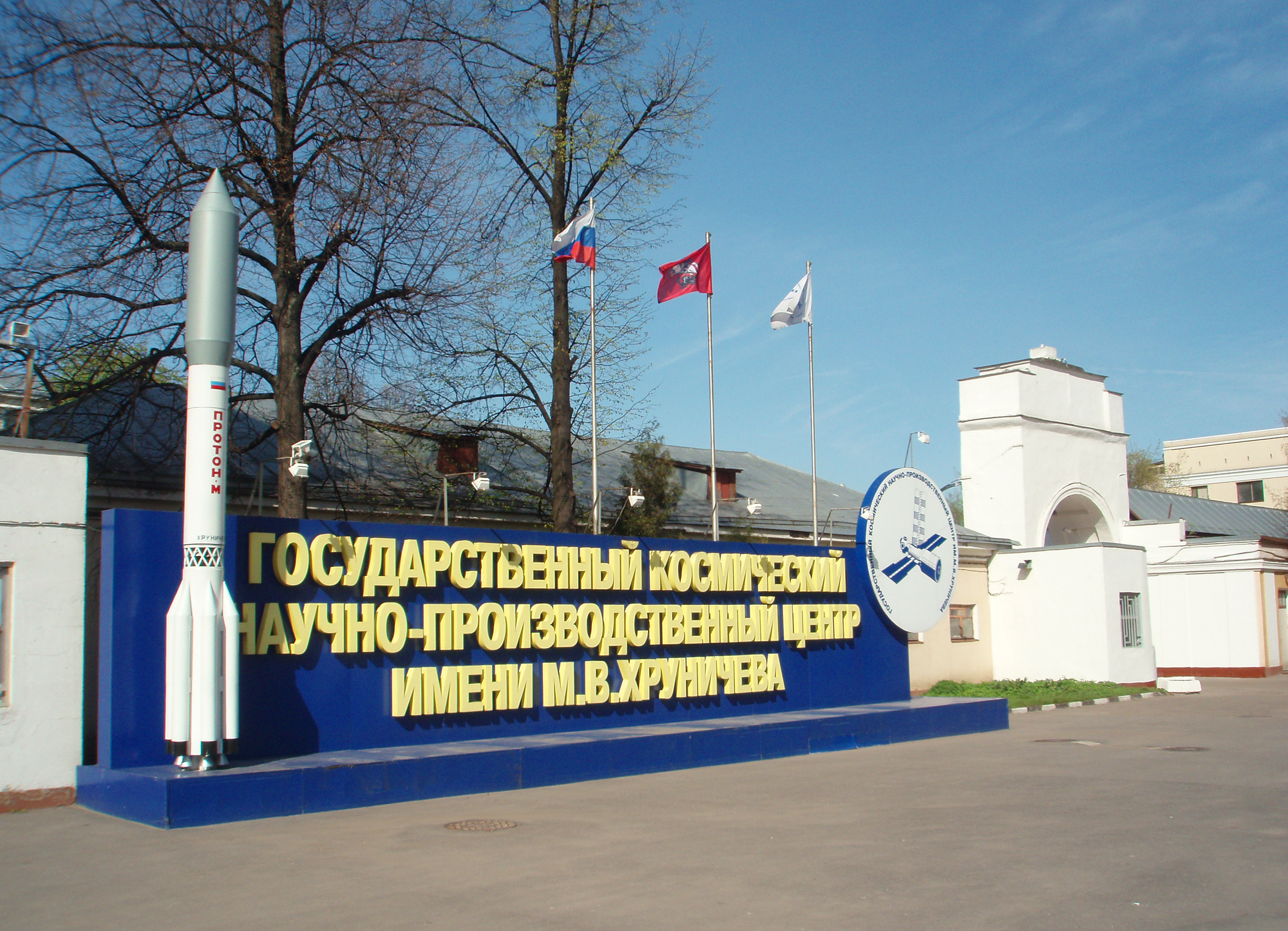

흐루니체프(러시아어: Государственный Космический Научно-Производственный Центр имени М. В. Хруничева (ГКНПЦ им. М. В. Хруничева), 영어: Khrunichev State Research and Production Space Center)는 러시아의 모스크바 인근에 위치한, 우주로켓을 개발, 발사하는 회사이다.
흐루니체프는 제2차 세계 대전 당시, 소비에트 연방의 대형 폭격기를 생산하기 위한 23호 공장으로 설립되었다. 1950년대까지 이 임무를 계속하였다. 1951년 자체 설계국인 OKB-23을 추가하였다.
OKB-23이 순항미사일과 탄도미사일 개발에 전문인 OKB-52의 지휘를 받았던 때인 1960년에, 흐루니체프는 미사일과 우주 관련 사업에 참여하였다.
흐루니체프라는 이름을 받기 이전에는 OKB-23은 설계1국으로 불렸다.
흐루니체프의 대표적인 로켓은 다음과 같다.
- UR-100 ('Sego') ICBM
- UR-100N ('Stilleto') ICBM
- UR-200, 대형 ICBM. 실전배치된 적이 없다.
- UR-500 초대형 ICBM. 나중에 프로톤 로켓이 되었다.

흐루니체프는 1970년대 말에 살류트 설계국으로 변환되었다가, 1981년에서 1988년까지는 에네르기아의 구성원이었다. 1988년에 흐루니체프가 독립하였다.
최근에 흐루니체프는 미국의 록히드 마틴과 국제 발사체 서비스(ILS)를 위한 합작 벤처회사를 설립했다.

## 한국과의 관계
한러 우주기술협력의 러시아측 파트너로서, 2007년 발사하는 대한민국 최초의 우주로켓인 KSLV-I의 1단계 액체추진방식 로켓 Angara UM을 제작한다. 2015년까지 안가라 UM에 대한 모든 기술을 대한민국에 이전하기로 계약하였다.
2006년 8월, 흐루니체프가 제작한 로콧 발사체에 의해 아리랑 2호가 발사되었다.